# Подштировник
Подштировник је насељено мјесто у граду Требиње, Република Српска, БиХ. Према попису становништва из 1991. у насељу је живјело 39 становника.

## Географија
Подштировник је најјужнија тачка РС и БиХ. Од мора је удаљено око 10 км.

## Становништво
|             | 2013.       | 1991.       | 1981.       | 1971.        | 1961.        |
| Укупно      | 13 (100,0%) | 39 (100,0%) | 92 (100,0%) | 165 (100,0%) | 192 (100,0%) |
| Срби        | 13 (100,0%) | 39 (100,0%) | 73 (79,35%) | 165 (100,0%) | –            |
| Југословени | –           | –           | 19 (20,65%) | –            | –            |